# Халерово котенце
Халеровото котенце (Pulsatilla halleri) е вид растение от семейство Лютикови (Ranunculaceae). Видът е незастрашен от изчезване.

## Разпространение
Разпространен е в Албания, Австрия, България, Чехия, Франция, Италия, Северна Македония, Черна гора, Полша, Сърбия, Словакия, Швейцария и Украйна.
В България се среща в Стара планина, Средна гора и Родопите на надморска височина от 300 до 1000 метра.